# Pince à dénuder
 (mars 2025).
Si vous disposez d'ouvrages ou d'articles de référence ou si vous connaissez des sites web de qualité traitant du thème abordé ici, merci de compléter l'article en donnant les références utiles à sa vérifiabilité et en les liant à la section « Notes et références ».

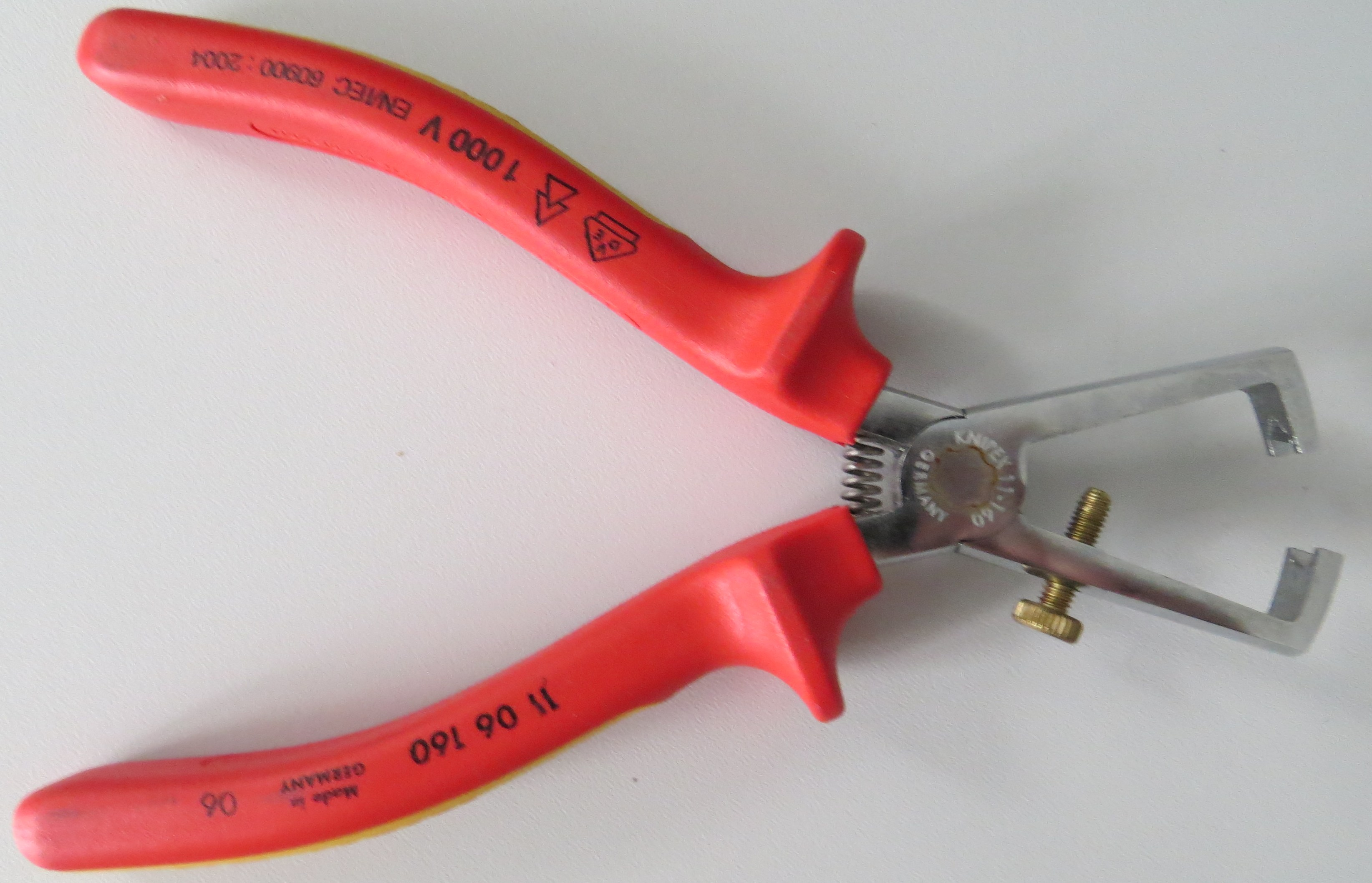
Une pince à dénuder.

Une pince à dénuder est un outil qui permet de dénuder des fils électriques. Les branches de la pince sont isolées et elle possède deux parties tranchantes de forme triangulaires opposées.
Une vis de butée réglable par une molette munie de contre-écrou permet de régler l’ouverture minimale des parties tranchantes afin de sectionner l’isolant sans entamer le conducteur.

## Réglage de la pince

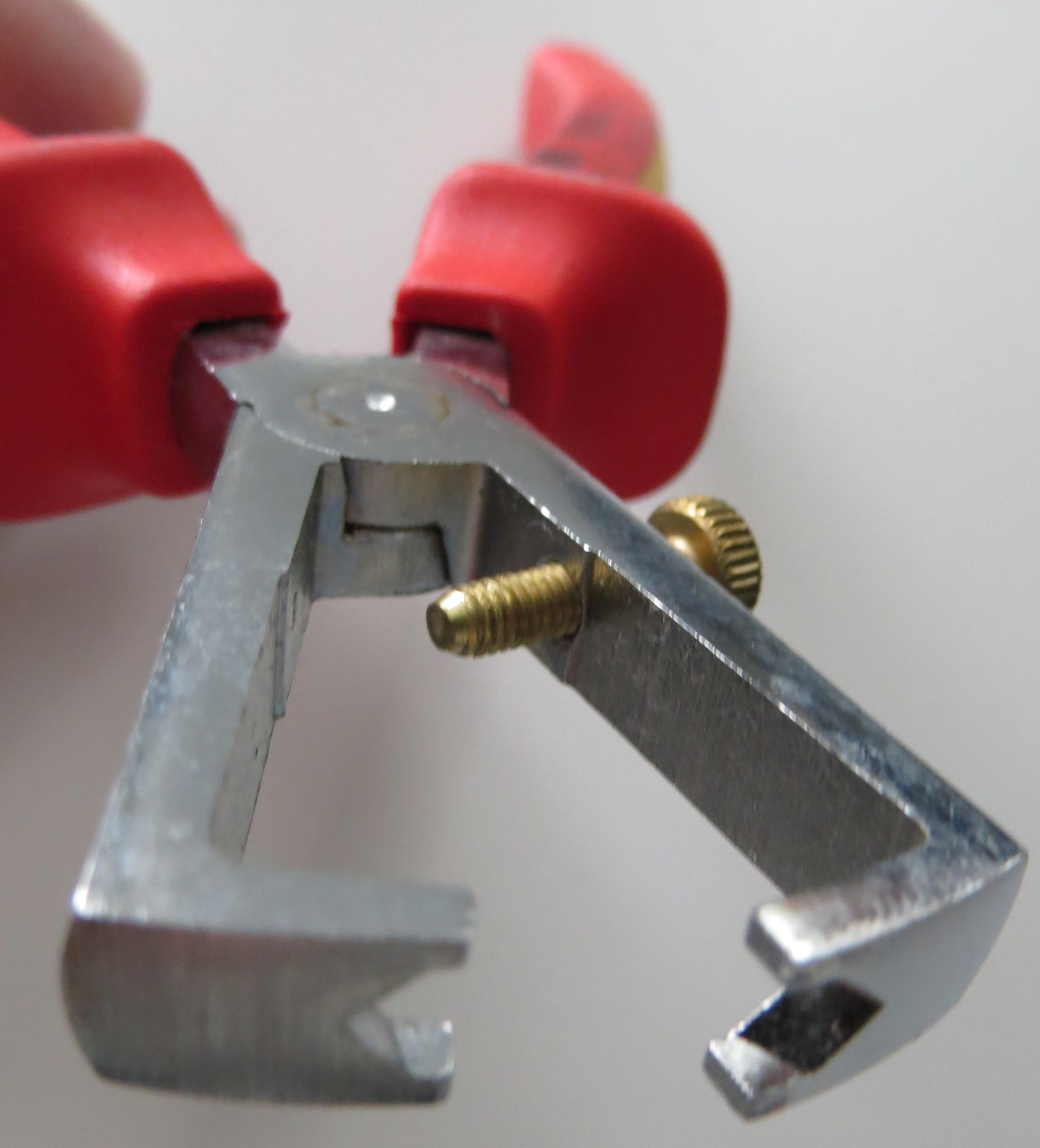
Détail d'une pince à dénuder.

1. Régler l’ouverture d’après la section du conducteur.
2. Pincer l’isolant.
3. Effectuer une rotation de 90° et relâcher la pression.
4. Repincer l’isolant.
5. Tirer pour faire glisser l’isolant du conducteur.

## Pinces calibrées
Il existe des pinces munies d'encoches de dénudage correspondant au diamètre des câbles électriques les plus courants.

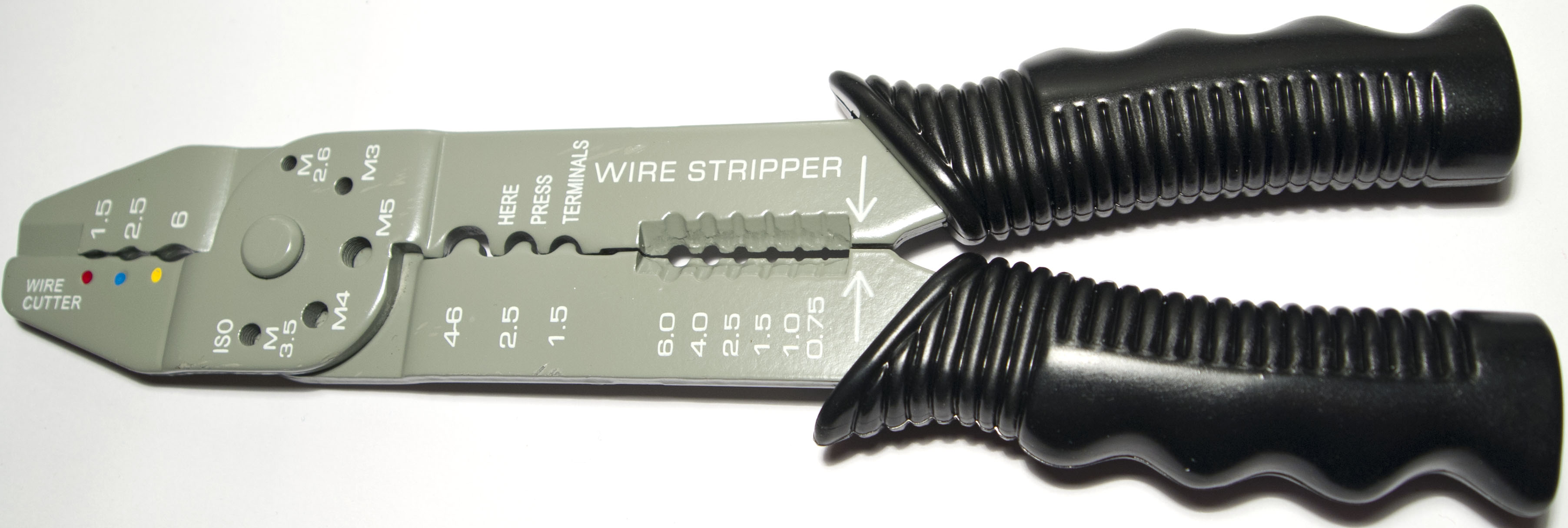
Une pince à dénuder calibrée.
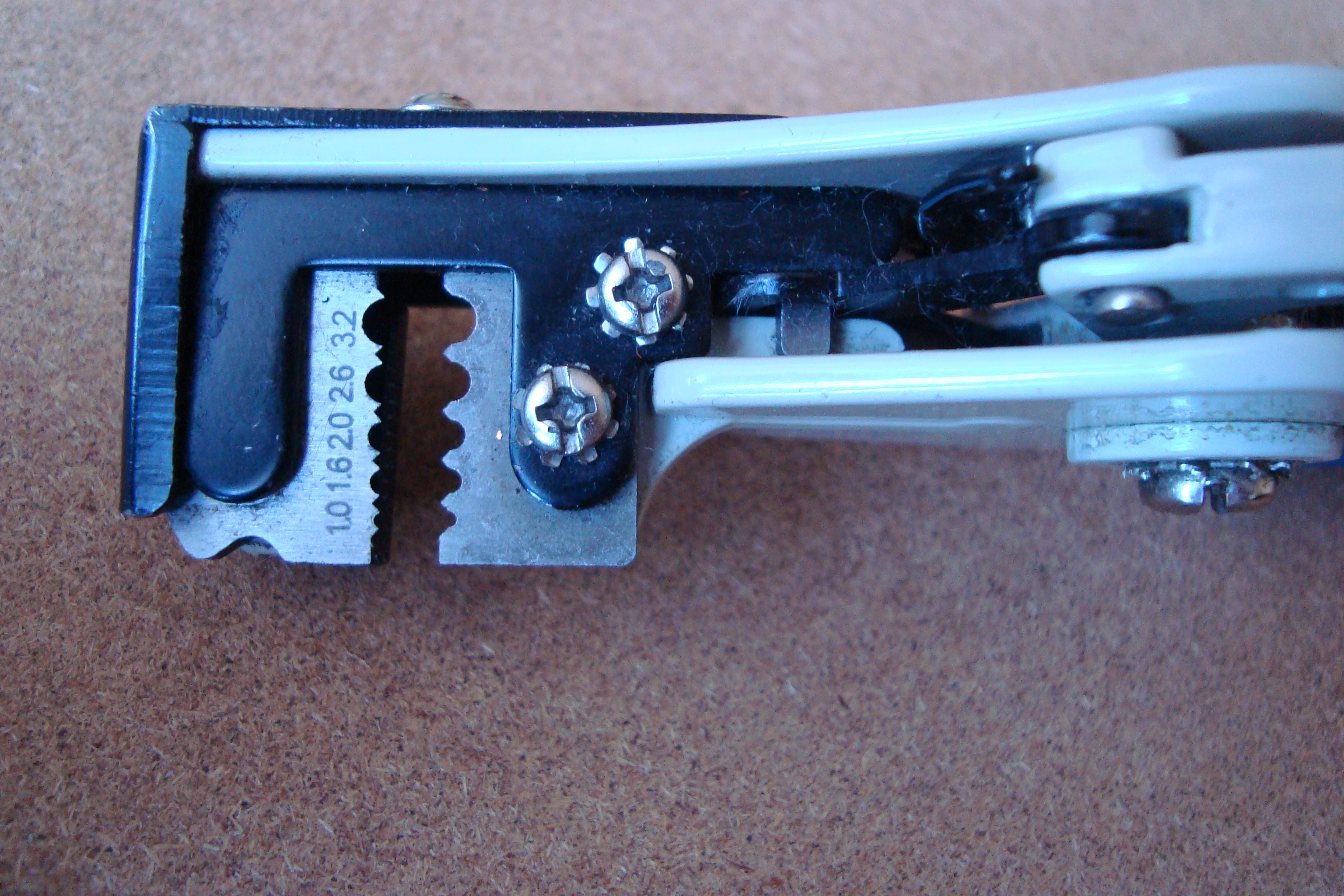
Extrémité d'un autre type de pince calibrée.

## Pince à couper/dénuder combinée
Cet outil coupe et dénude simultanément les conducteurs électriques, en une seule opération, sans avoir à sélectionner la section : le réglage est automatique de 0,4 à 4 mm2 de section.
Cette pince existe en modèle simple, mais aussi double permettant le dénudage des deux extrémités du conducteur, de chaque côté de la coupe, simultanément.

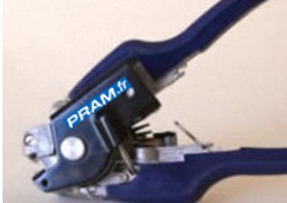
Pince à couper/dénuder simple.
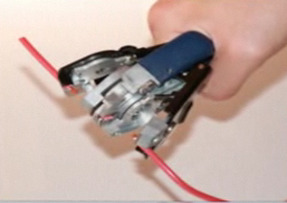
Pince à couper/dénuder double.